# Rozpuk jízlivý
Rozpuk jízlivý (Cicuta virosa) je druh rostliny z čeledi miříkovitých. Je to vytrvalá prudce jedovatá rostlina. Jedovatá je celá rostlina, kořeny obzvláště. Na jedovatost poukazuje i národní druhové jméno „jízlivý“. Přirozeně se vyskytuje ve střední a severní Evropě, severní Asii a na severozápadě Ameriky.

## Pojmenování
vědecké názvy, synonyma: Cicuta angustifolia Kit., Cicuta baldacciana Degen ex Bald., Cicuta mackenzieana Raup, Cicuta nipponica Franch., Cicuta orientalis Degen, Cicuta pumila Behm, Cicuta tenuifolia Schrank, Cicutaria aquatica Lam., Cicutaria virosa Delarbre, Coriandrum cicuta Roth, Selinum virosum E. H. L. Krause, Sium cicuta F. H. Wigg.;

národní názvy, české: rozpuk jizlivý (Presl 1819, Opiz 1852, Čelakovský 1879, Dostál 1950), rozpuk jízlivý (Kubát 2002);

české lidové názvy: hořká mrkev, omeg, psí mrkev, pupková bylina, ropuka, rozpuka, smradlivec, svinská veš, vesnovka sviní, vlčí jablko.

národní název, slovenský: rozpuk jedovatý (Dostál 1950; Hindák, Marhold 1998).

## Popis
Statná 30–150 cm vysoká bylina. Lodyha je dutá, tlustá, jemně rýhovaná a v horní části rostliny bohatě větvená. Je křehká. Obvykle rostlina dorůstá výšky 80–120 cm.
Tlustý dutý oddenek (nacházející se zpravidla v bahně) je vejčitě válcovitý a kypře dužnatý. Vně je kroužkovaný, uvnitř charakteristicky přehrádkovaný. Podle oddenku lze rostlinu poznat. Voní podobně jako petržel.
Přízemní a nižší lodyžní listy jsou dlouze řapíkaté, 20–30 cm dlouhé a dvakrát až třikrát peřenosečně členěné v čárkovitě kopinaté listové úkrojky. Lístky jsou až 10 cm dlouhé, špičaté, na okrajích ostře pilovité. Horní lodyžní listy jsou méně členěné a mají kratší řapík.

Květenstvím jsou řídké dlouze stopkaté okolíky bez obalu, které se skládají z 10–20 dlouze stopkatých okolíčků s vyvinutými obalíčky z šídlovitých listenů. Kvete od července do září.

Plody jsou okrouhlé, hnědavě žluté a tmavohnědě pruhované poltivé dvounažky rozpadající se při zralosti ve dvě merikarpia (tzv. plůdky).

Rozpuk je hemikryptofyt – obnovovací pupeny jsou během zimy chráněny stařinou nadzemní biomasy z předchozího vegetačního období.

## Stanoviště
Rozpuk vyhledává vlhká stanoviště, roste v bažinných olšinách, na okrajích mokřadů, na březích tůní a rybníků, s kořeny ve vodě, často na plovoucích ostrůvcích. Toleruje mírné znečištění vody. Je světlomilným druhem, roste na slunných místech i v polostínu.

## Galerie

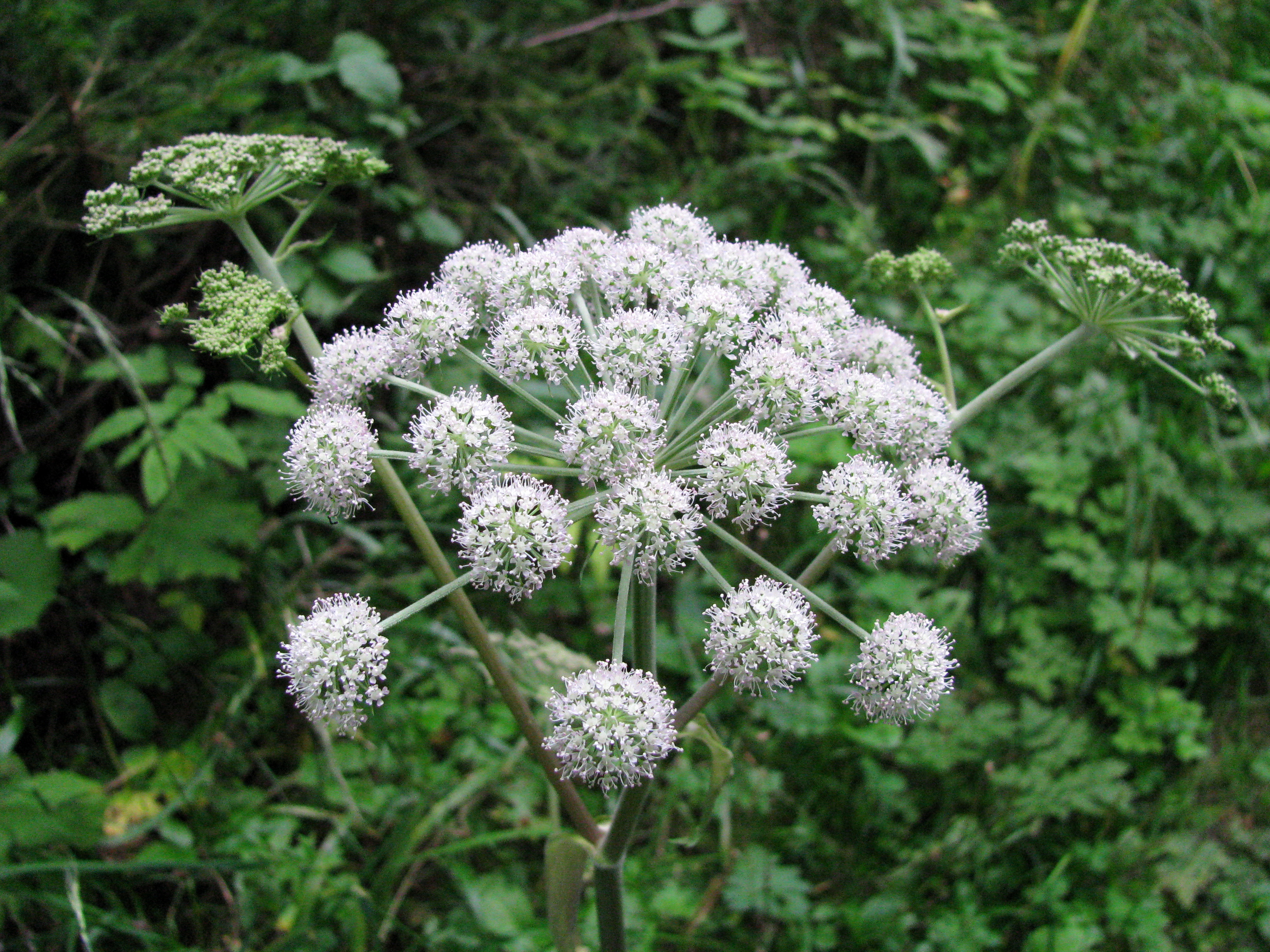
Květenství
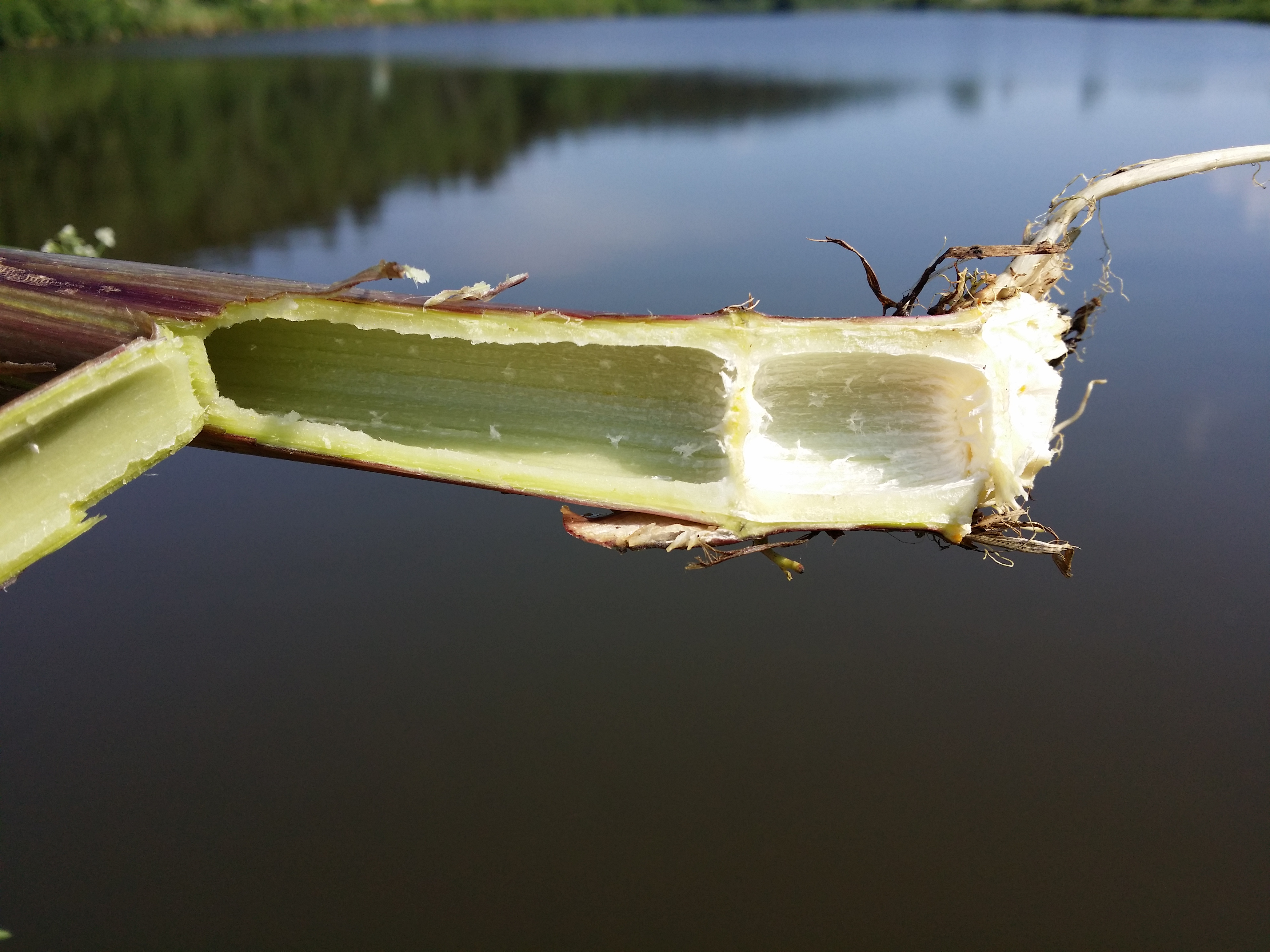
Oddenek, přepážka, stonek
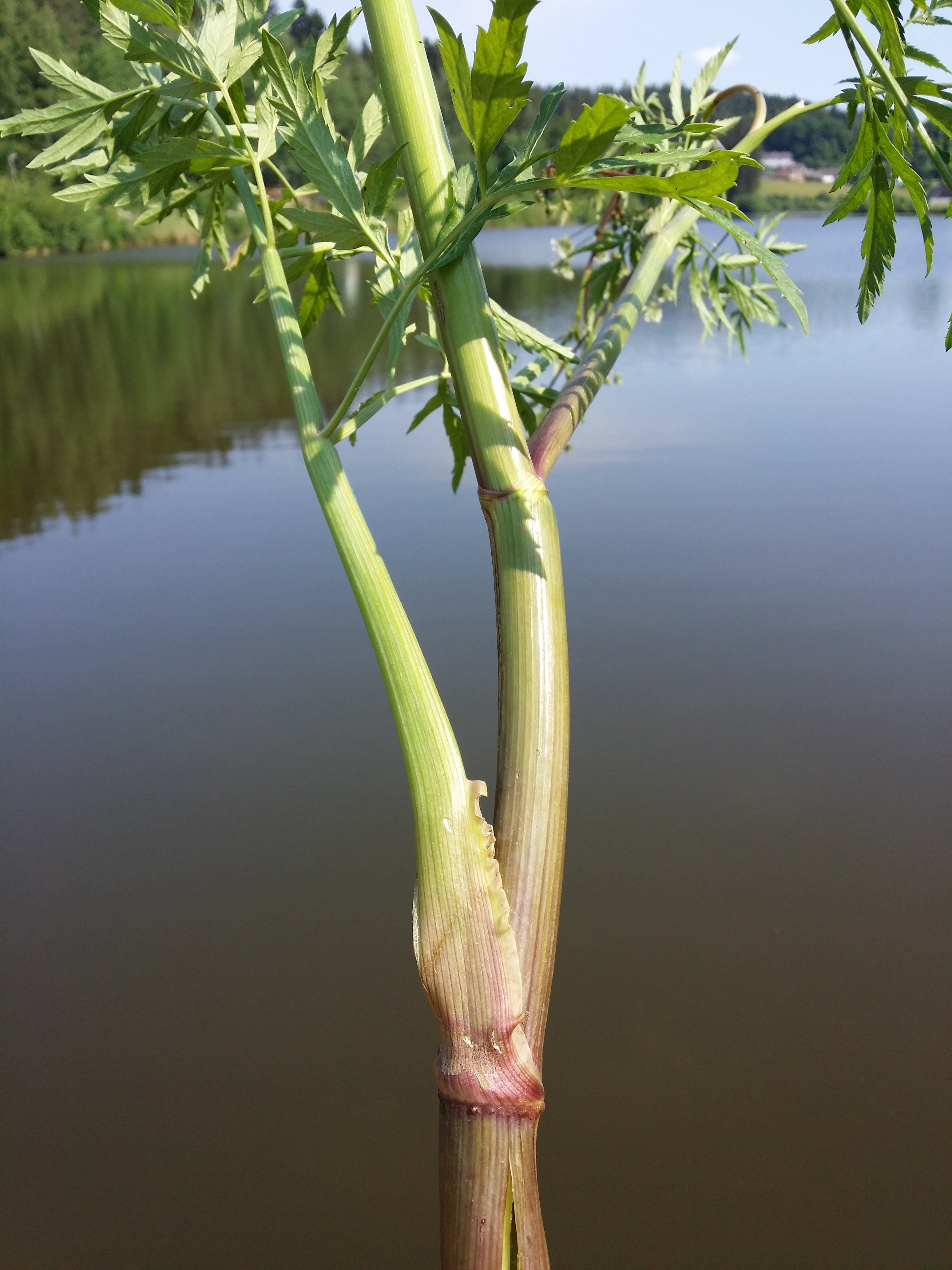
Stonek
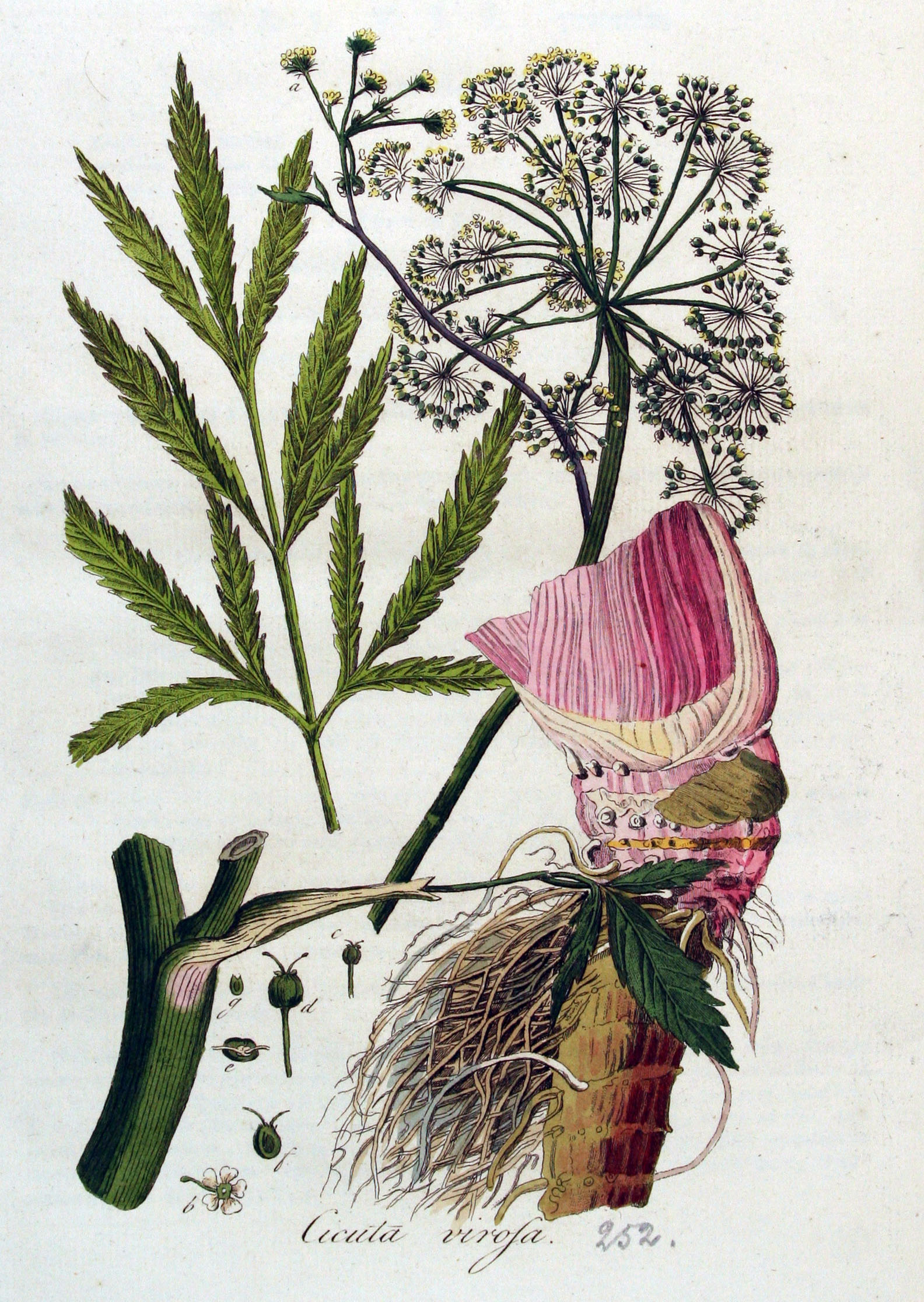
Vyobrazení z Flora Batava, sv. 4, 1822
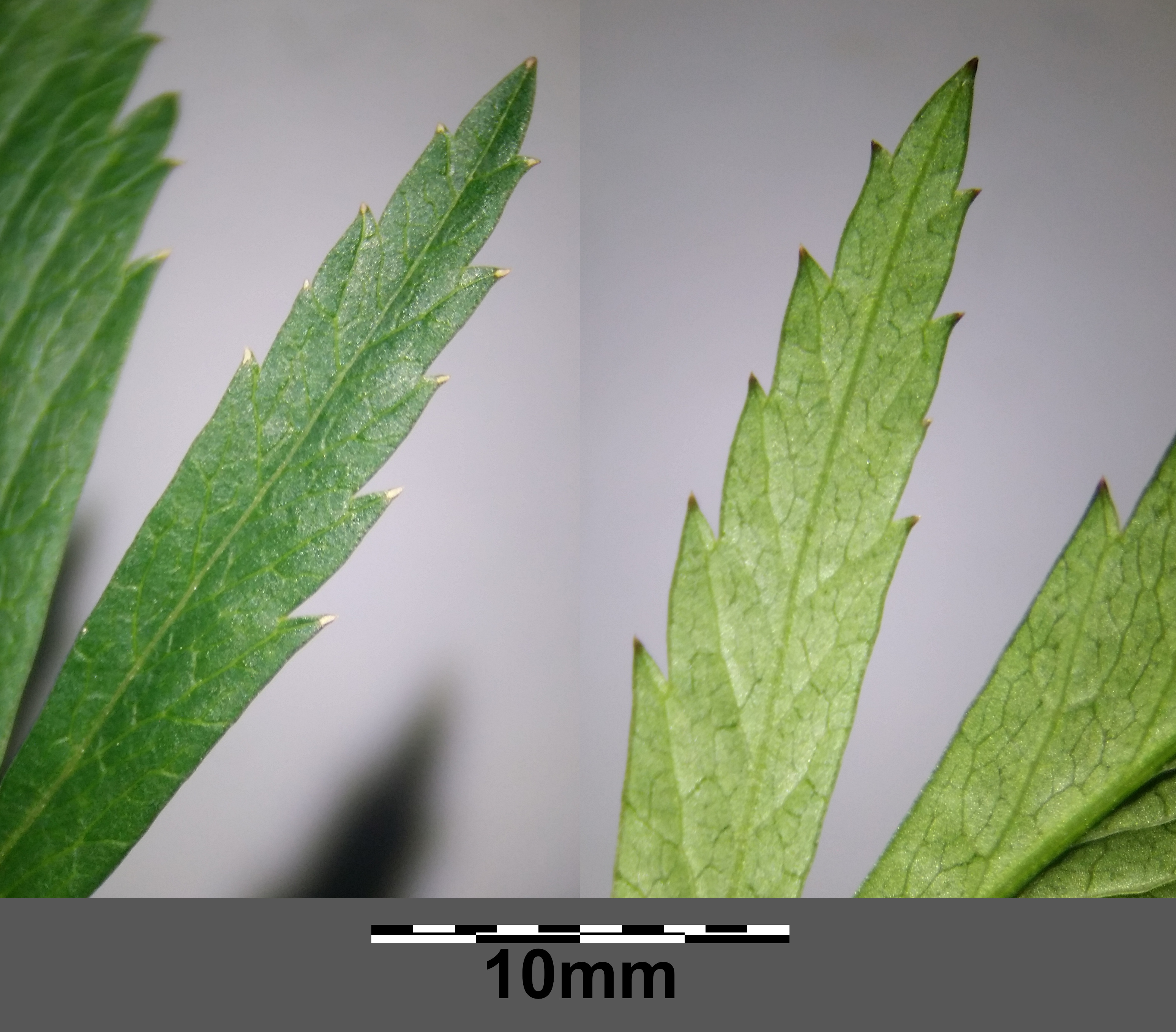
Líc a rub listu
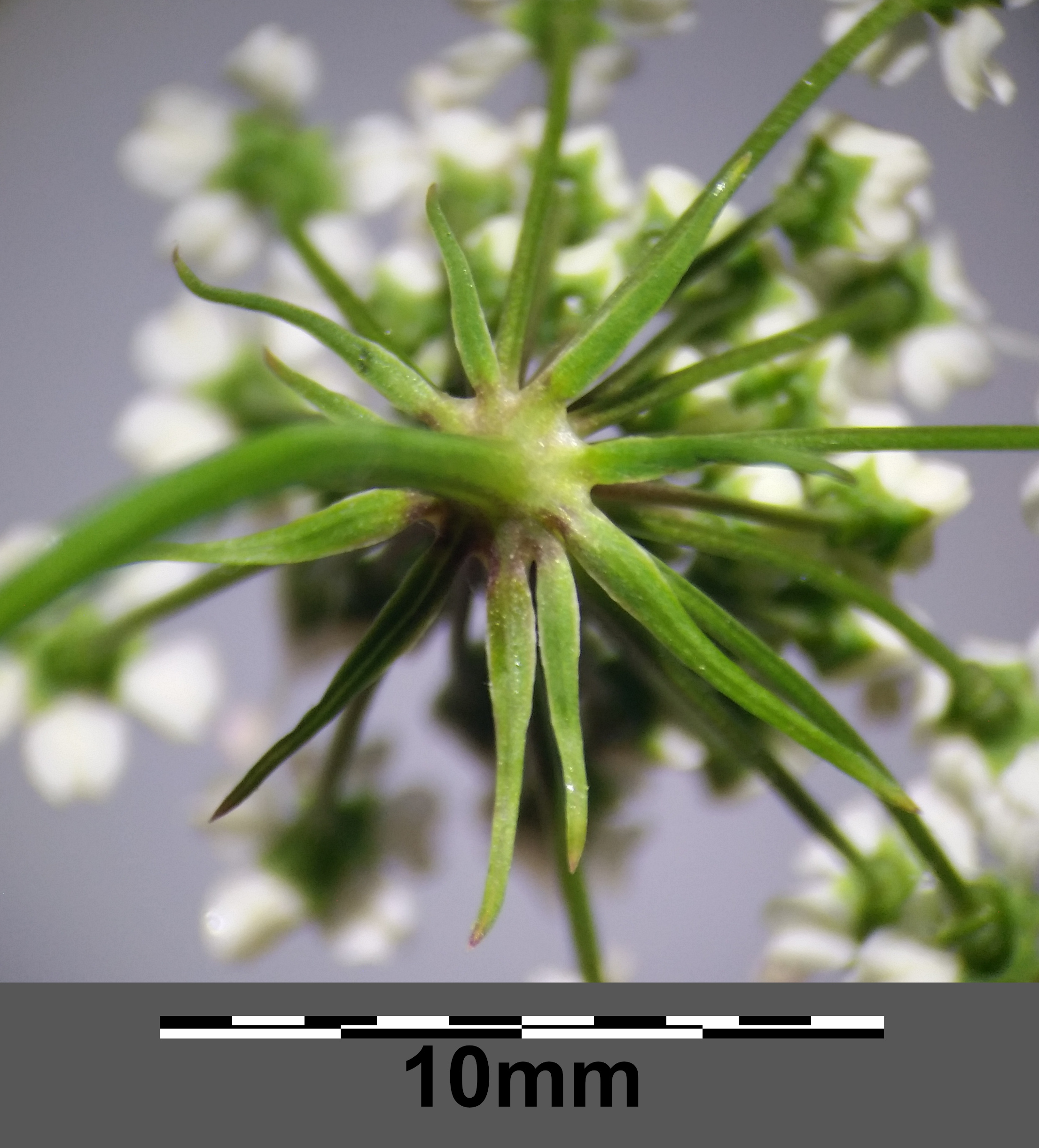
Šídlovité listeny
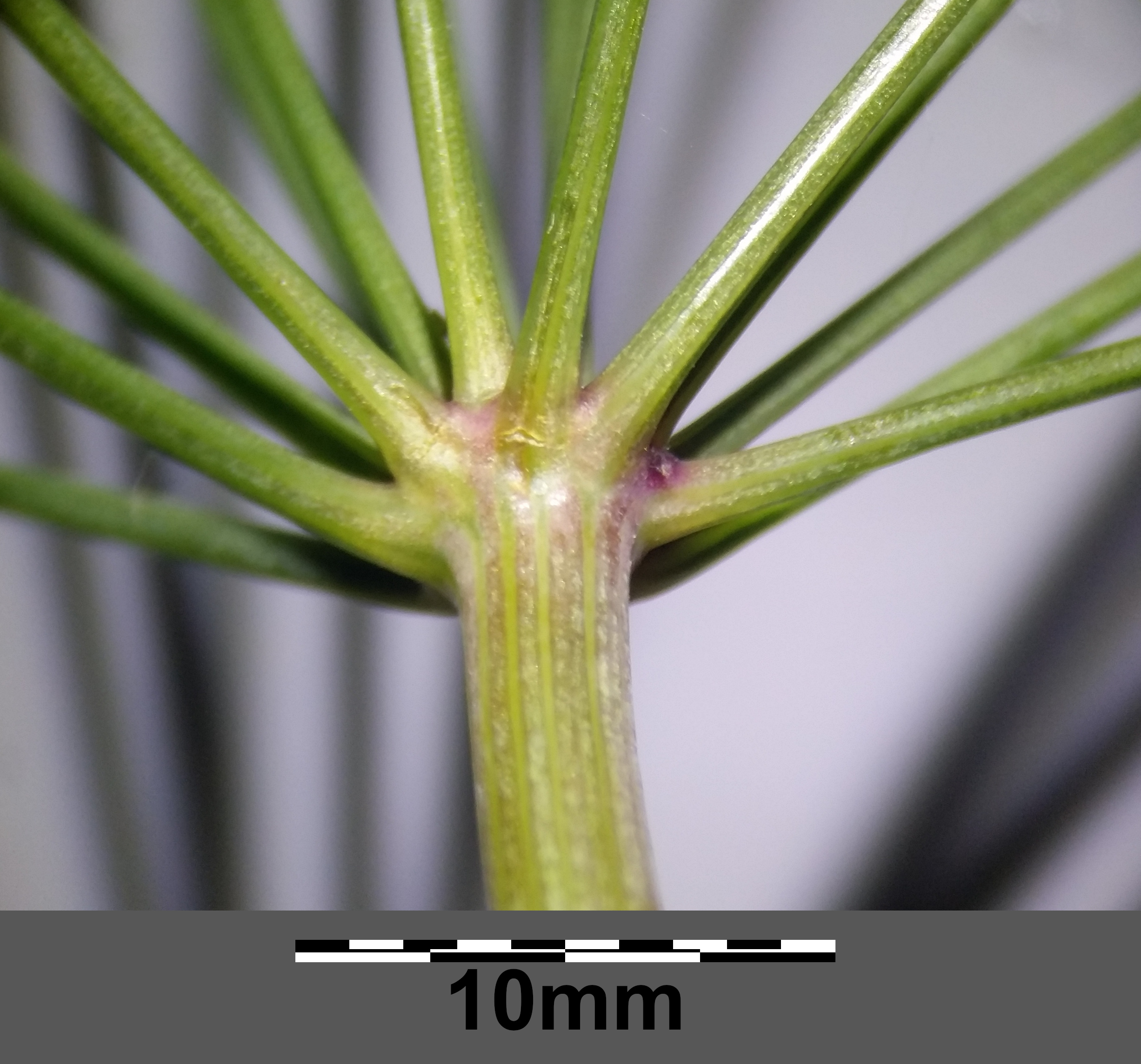
Paprsky okolíku
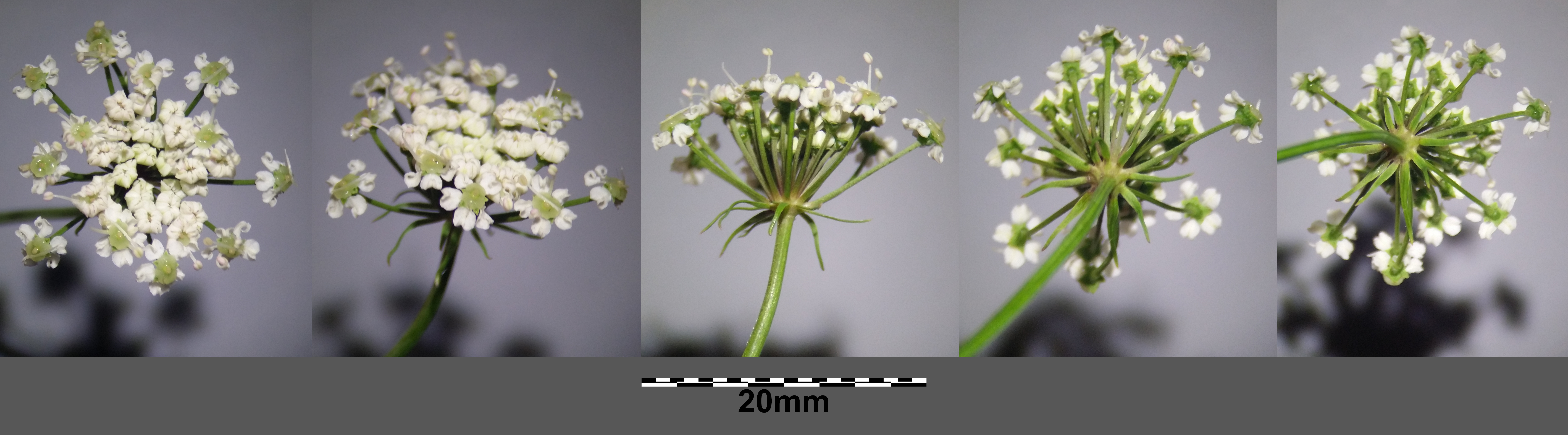
Okolíček
Květ
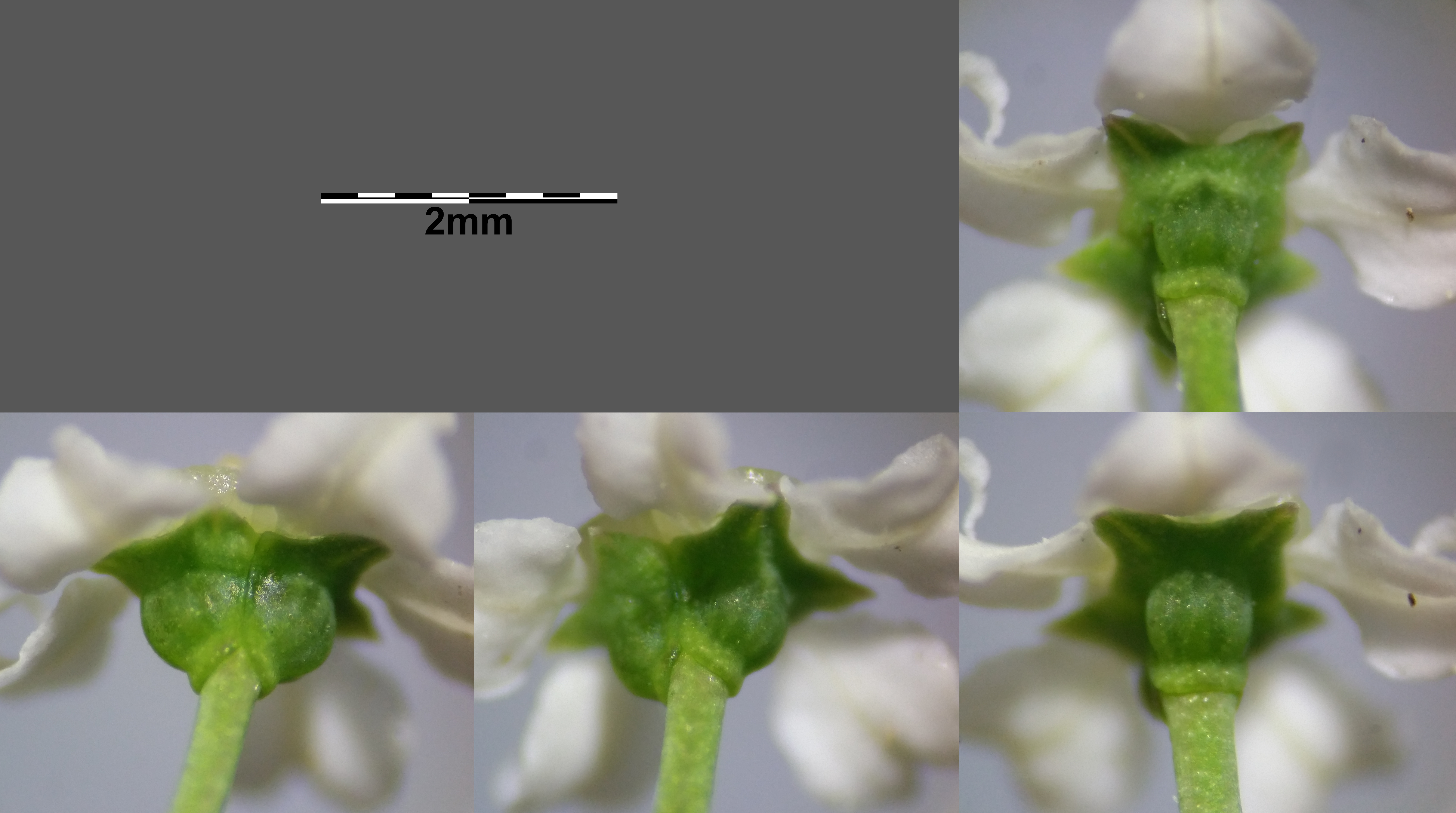
Semeník

## Rozšíření
Druh s areálem sahajícím od Britských ostrovů až po Zabajkalí a s izolovanou arelou ve východní Asii (Mongolsko, Čína, Japonsko a Kamčatka); ve Středozemí je velmi vzácný, zato na sever dosahuje až k polárnímu kruhu. Dále roste v severní části Severní Ameriky od Aljašky po provincii Quebec.
V České republice dříve v nížinách až podhůří docela hojně, nyní velmi lokálně, hojněji se vyskytuje pouze v Polabí, v jihočeských pánvích a v Hornovltavské kotlině nad Lipnem, mimořádně vzácný je na Moravě;
na Slovensku se vyskytuje hojněji jen v Podunajské a zejména Potiské nížině.

## Toxicita a nežádoucí účinky

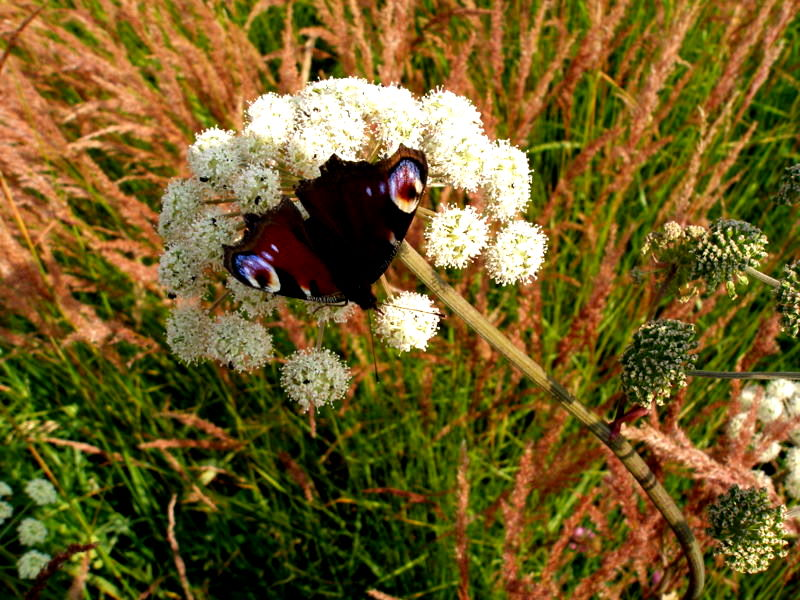
Tatranské Zruby, babočka paví oko na rozpuku jízlivém

Rostlina patří mezi nejjedovatější druhy v Česku. Obsahuje jedovaté polyacetyleny (např. cikutoxin nebo virol A), alkaloid koniin, jehož přítomnost je novějšími zdroji popírána, a silici, která obsahuje kafrem vonící terpen cikuten. Plody obsahují silici složenou z kuminolu a cymolu.
K otravě dochází nejčastěji záměnou nasládle chutnajícího oddenku za kořen petržele nebo záměnou listů rozpuku za listy petržele, celeru nebo pastináku. Oběťmi jsou nejčastěji děti. Smrtelnou dávkou jsou již dva gramy kořene (oddenku). Otrava nastupuje velice rychle, často se první příznaky objeví již po několika minutách. Projevuje se pálivou bolestí v ústech a hrdle, kolikovitou bolestí břicha, zvracením a srdečními a dýchacími obtížemi až smrtí.
V případě otravy je nutný okamžitý převoz do nemocnice. Při silnější otravě je prognóza špatná i při maximální lékařské pomoci. Cicutoxin vede již v nízkých koncentracích k poruchám centrální nervové soustavy a ke smrti.

## Ochrana
Druh je z hlediska ohrožení řazen do kategorie C2 (silně ohrožený). Kvůli odvodňování půd, regulaci říčních toků, příp. eutrofizaci stanovišť patří mezi silně ohrožené taxony flóry ČR.

## Zajímavost
S odvoláním na Polívkovu Názornou květenu zemí koruny české uvádí web Botanické fotogalerie (viz níže): „Zajímavé je, že myši mohou konzumovat semena rozpuku, aniž by se otrávily.“